# All That
All That è una serie televisiva comica statunitense creata da Brian Robbins e Mike Tollin.  Trasmessa da Nickelodeon dal 16 aprile 1994 al 2020 , la serie è andata in onda anche nel Regno Unito, in Irlanda, Australia, India, Giappone, Malaysia, nelle Filippine, in Spagna, Canada e Sudafrica.

## Registi
- Ken Ceizler
- Rich Correll
- Bruce Gowers
- Steve Hoefer
- Virgil L. Fabian
- Linda Mendoza
- Brian Robbins
- Kevin Tracy
- Keith Truesdell
- Adam Weissman

## Scrittori
- Amy Berg
- Neal Brennan
- Anthony Del Broccolo
- Luke Del Tredici
- Liz Feldman
- Scott Fellows
- Jason Gelles and Mike Haukom
- Aaron Hilliard
- Matt Wood
- John Hoberg
- Steve Holland
- Kevin Kay
- Taran Killam
- Kevin Kopelow and Heath Seifert
- Andrew Hill Newman
- Matt Oswalt
- Ken Pisani
- Andy Rheingold
- Brian Robbins
- Mark Saul
- Dan Schneider
- Danny Tamberelli
- Mike Tollin
- P.J. Hodza

## Episodi
| Stagione            | Episodi | Prima TV USA | Prima TV Italia |
| ------------------- | ------- | ------------ | --------------- |
| Prima stagione      | 15      | 1994-1995    | Inedito         |
| Seconda stagione    | 22      | 1995-1996    | Inedito         |
| Terza stagione      | 21      | 1996-1997    | Inedito         |
| Quarta stagione     | 21      | 1997-1998    | Inedito         |
| Quinta stagione     | 20      | 1998-1999    | Inedito         |
| Sesta stagione      | 13      | 2000         | Inedito         |
| Settima stagione    | 13      | 2002         | Inedito         |
| Ottava stagione     | 16      | 2002-2003    | Inedito         |
| Nona stagione       | 14      | 2003-2004    | Inedito         |
| Decima stagione     | 11      | 2005         | Inedito         |
| Undicesima stagione | 34      | 2019-2020    | 2020-2021       |
| Dodicesima stagione | TBA     | TBA          | TBA             |

## Premi e riconoscimenti
| Premio                                | Risultato       | Note                                                   |
| ------------------------------------- | --------------- | ------------------------------------------------------ |
| Nickelodeon Kids' Choice Awards 1997: |                 |                                                        |
| Miglior Show TV                       | Candidato/a     |                                                        |
| Nickelodeon Kids' Choice Awards 1998: |                 |                                                        |
| Miglior Attore TV                     | Candidato/a     | Kenan Thompson & Kel Mitchell – All That / Kenan & Kel |
| Nickelodeon Kids' Choice Awards 1999: |                 |                                                        |
| Miglior Show TV                       | Vincitore/trice |                                                        |
| Miglior Attore TV                     | Vincitore/trice | Kel Mitchell – All That / Kenan & Kel                  |
| Nickelodeon Kids' Choice Awards 2000: |                 |                                                        |
| Miglior Show TV                       | Vincitore/trice |                                                        |
| Miglior Attore TV                     | Vincitore/trice | Kenan Thompson                                         |
| Miglior Attrice TV                    | Vincitore/trice | Amanda Bynes – All That / The Amanda Show              |
| Nickelodeon Kids' Choice Awards 2001: |                 |                                                        |
| Miglior Attore TV                     | Vincitore/trice | Nick Cannon                                            |
| Nickelodeon Kids' Choice Awards 2002: |                 |                                                        |
| Miglior Attrice TV                    | Candidato/a     |                                                        |
| Nickelodeon Kids' Choice Awards 2003: |                 |                                                        |
| Miglior Attrice TV                    | Vincitore/trice | Amanda Bynes – The Amanda Show / All That              |
| Nickelodeon Kids' Choice Awards 2004: |                 |                                                        |
| Miglior Show TV                       | Vincitore/trice |                                                        |